# Due cuori felici
Due cuori felici è un film del 1932 diretto da Baldassarre Negroni. 
Rifacimento del film tedesco Ein bisschen Liebe für dich (sottotitolo "Zwei glückliche Herzen") diretto da Max Neufeld che a sua volta è l'adattamento di una commedia, Geschäft mit Amerika di Paul Franck e Ludwig Hirschfeld.
Venne presentato fuori concorso alla 1ª Mostra di Venezia del 1932.

## Trama
Una casa automobilistica americana manda in ispezione in Italia il figlio di Brown, il presidente. A Roma, causa un equivoco, il giovanotto scambia, innamorandosene, la segretaria del direttore della filiale per la moglie. Alla fine, tutto si chiarirà.

## Produzione

### Cast tecnico
- Marco Elter ispettore di produzione
- Ferdinando Maria Poggioli aiuto-regia
- Vittorio Trentino registrazione sonora

## Promozione

### Frasi di lancio
- "Il non plus ultra del comico-sentimentale"
- "Se non avete dimenticato il successo della Segretaria privata non dimenticherete nemmeno il successo di "Due cuori felici".
- "Un film spigliato, vario, divertentissimo, piccante, ricco di trovate umoristiche, eleganti, spassose"
- "Una commedia che dà festa agli occhi e al cuore e che è riboccante di gustose e originali trovate con verve indiavolata"
- "Una commedia gaia, briosa, che si svolge in un ambiente moderno ed elegante"